# Азурит
Азурит је азурно плави минерал бакра настао површинским променама примарних минерала бакра. Често се у природи јавља заједно са малахитом, који је зелене боје, а који настаје даљим променама азурита.
Тек формиран азурит је тамноплаве боје, а с временом, како се одвијају промене, постаје светлији све док не промени боју у зелену када постаје малахит. Кристалише моноклинично и то призматично и плочасто и тврдине је веће од 3 (тврдина му је већа од калцита), тачније од 3,5 до 4 по Мосовој скали. Сјајност му је стакласта и има карактеристичну азурно плаву боју, по чему се лако препознаје и разликује од других минерала.